# سیارک ۱۲۴۱۳
سیارک ۱۲۴۱۳ (به انگلیسی: 12413 Johnnyweir، نامگذاری:1995SQ29)۱۲۴۱۳مین سیارک کشف شده‌است که در ۲۶ سپتامبر ۱۹۹۵ کشف شد.
این سیارک به افتخار جانی ویر نامیده شده‌است.